# Дермуло (Тренто)
Дермуло је насеље у Италији у округу Тренто, региону Трентино-Јужни Тирол.
Према процени из 2011. у насељу је живело 177 становника. Насеље се налази на надморској висини од 541 м.